# Arkitektur i Nazityskland

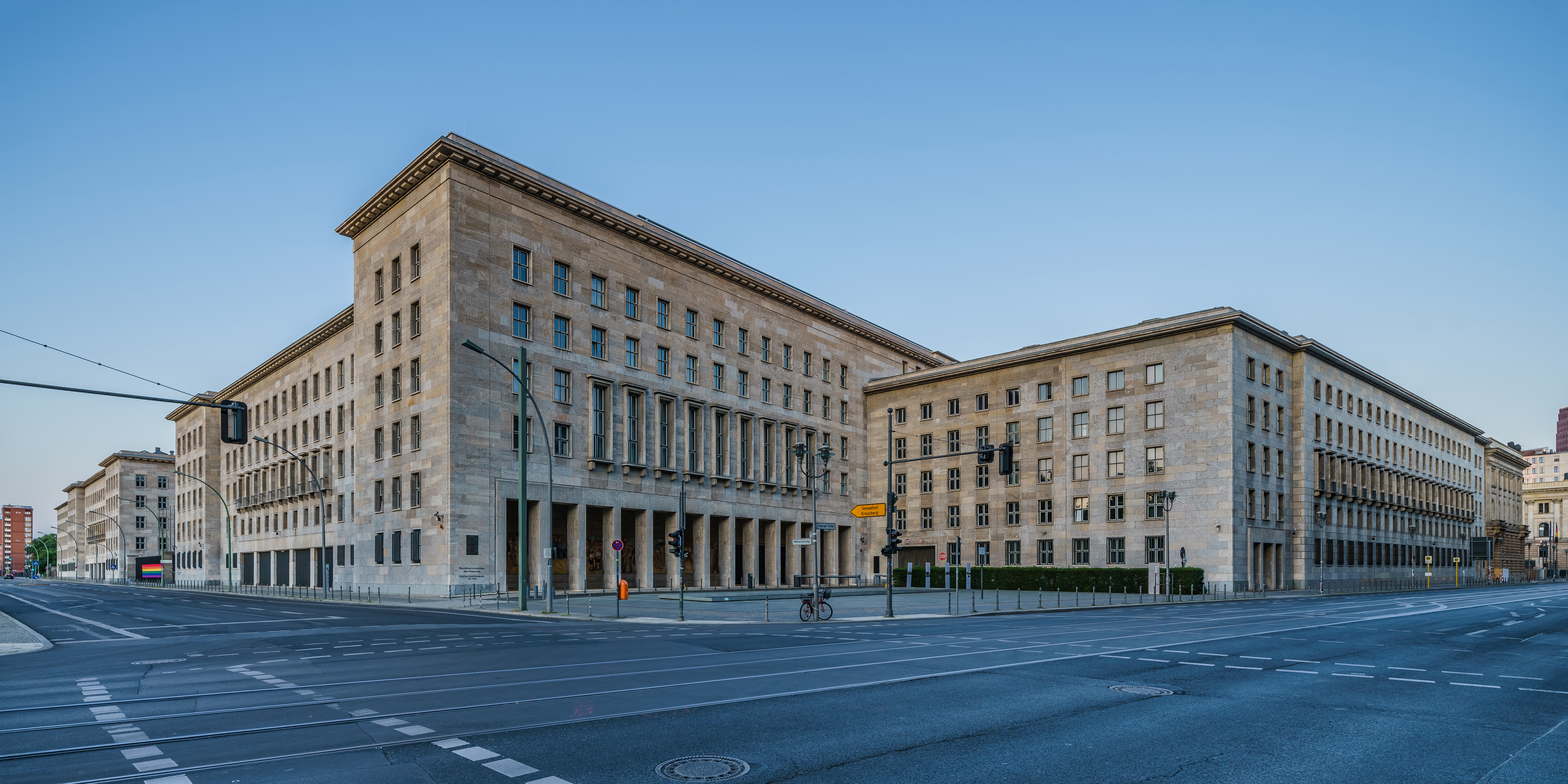
Reichsluftfahrtministerium av Ernst Sagebiel

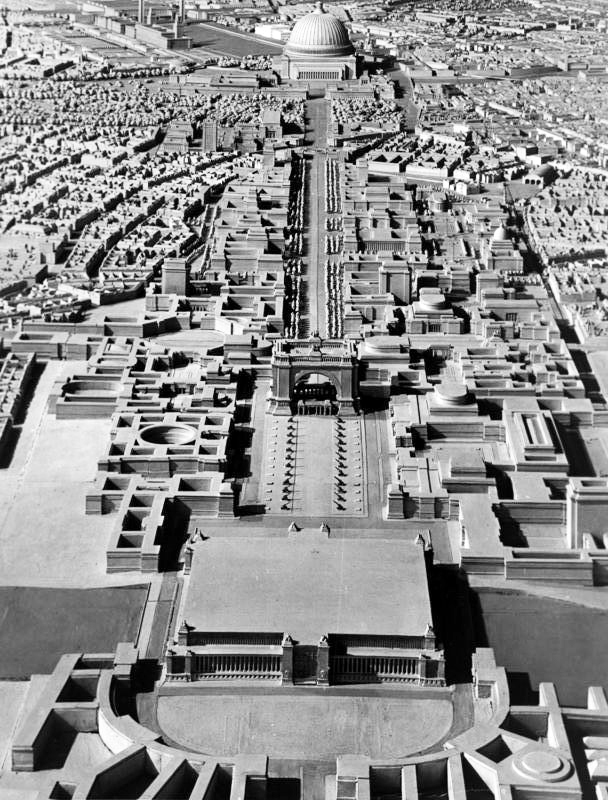
Modell över Welthauptstadt Germania.

Arkitektur var ett viktigt uttrycksmedel för Adolf Hitlers regim i Nazityskland. Albert Speer var chefsarkitekt, och han var inriktad på att skapa storslagna monument, för att illustrera Tysklands andliga och kulturella återfödelse i Tredje riket.

## Allmänt
Makthavarna, arkitekterna och planerarna gjorde anspråk på att ha utvecklat en nationalsocialistisk stil utifrån europeisk byggtradition. För nazisterna var romersk arkitektur, klassicism och art deco viktiga inspirationskällor. Nazisternas arkitekter kritiserade modernistisk arkitektur, och stängde den modernistiska arkitekturskolan Bauhaus. Nazisterna kallade denna byggstil för själlös, kulturbolsjevistisk och otysk. 
Paul Schultze-Naumburg som var den främsta företrädaren för den så kallade Heimatschutzarkitekturen hamnade onåd hos Hitler 1935. Istället klev den unga arkitekten Albert Speer fram som den främsta företrädaren för arkitekturen i Nazityskland. Förutom Reichsparteitagsgelände fick Speer i uppdrag att planera ombyggnaden av Berlin och projektera den nya tyska huvudstaden Germania, som skulle stå färdig 1950. Speer vann också internationell uppmärksamhet för sitt bidrag till den tyska paviljongen på världsutställningen i Paris 1937. Han blev på så sätt den främste företrädaren för nazistisk arkitektur.  Speer förde en nyklassisk stil med element från den moderna arkitekturen, samtidigt som han stod för en rationaliserad byggteknik. Även om arkitekturen gick i en klassisk och monumental stil stod funktionaliteten i centrum som ett tecken på teknologiska framsteg. Paul Ludwig Troost och Ludwig Ruff var däremot mer stilbildande för Nazitysklands arkitekturspråk i sin helhet, de avled båda 1934. Troosts mest kända byggnad är Haus der Kunst i München och han var Hitlers favoritarkitekt till sin död då Speer tog över den rollen. Ruff stod för en nyklassicistisk arkitektur och ses som stilbildande för arkitekturen i Nazityskland, han planerade bland annat Kongresshalle i Nürnberg och Julius Streichers bostad.
Arkitektur i Nazityskland kan enligt Helmut Weihsmann delas in i följande kategorier:
- Klassicism för propaganda-, stats- och partibyggnader
- Heimatschutzstil för bostadsområden och Ordensburgen
- Moderat modernism för bostadsbyggnader och förvaltningsbyggnader
- Funktionalism för kaserner, armébyggnader och förvaltningsbyggnader för industrin
- Funktionalism för stadion och andra idrottsbyggnader
- Neue Sachlichkeit för teknik-, Industri- och fabriksbyggnader

Adolf Hitler kom personligt att engagera sig i arkitekturen i Nazityskland och i enskilda projekt. Till hans favoritarkitekter räknas Paul Ludwig Troost, Ludwig Ruff, Albert Speer och Hermann Giesler. Målet var att manifestera nazismen genom nya byggnader i det tyska samhället. Stora nygestaltningsplaner för städer tog vid och skapandet av stora områden som till exempel Reichparteitagsgelände i Nürnberg och Welthauptstadt Germania i Berlin. Städer som Berlin, Hamburg, München, Nürnberg och Linz skulle byggas ut och bli centrum. Samtidigt skulle ombyggnationen innebära totala omstöpningar av de tyska städerna och deras historiska stadskärnor förstöras. Nazisterna hade även planer på hur de ockuperade och i Tyska riket införlivande områdena skulle omgestaltas. 
De projekt som hann påbörjas kom att stoppas av andra världskrigets utbrott. Efter andra världskriget har flera av de byggnader som skapats fortsatt att användas, främst som kontor för offentlig förvaltning. Ruiner finns bland annat kvar i Nürnberg.

## Exempel

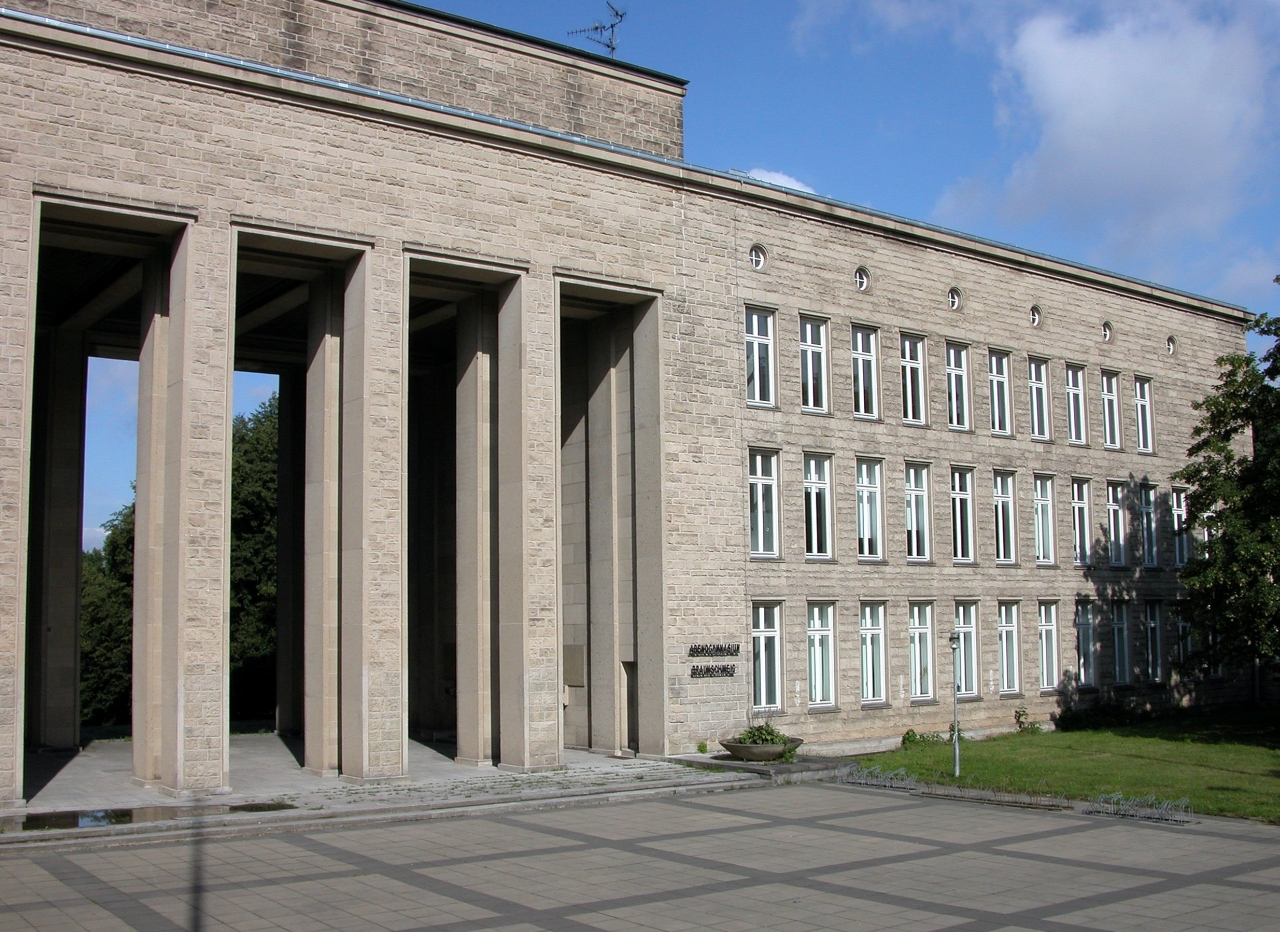
Akademie für Jugendführung i Braunschweig.

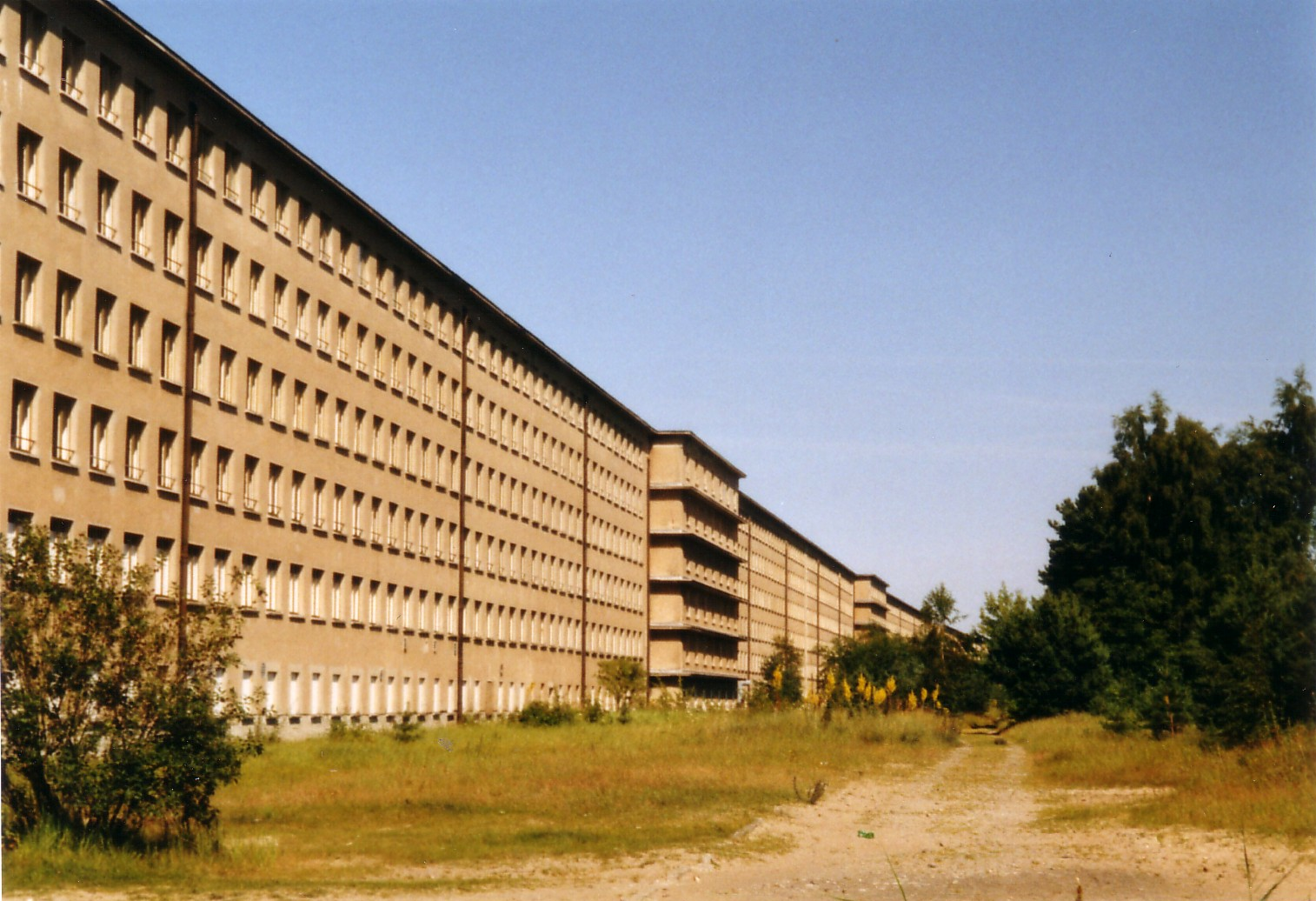
Prora av Clemens Klotz

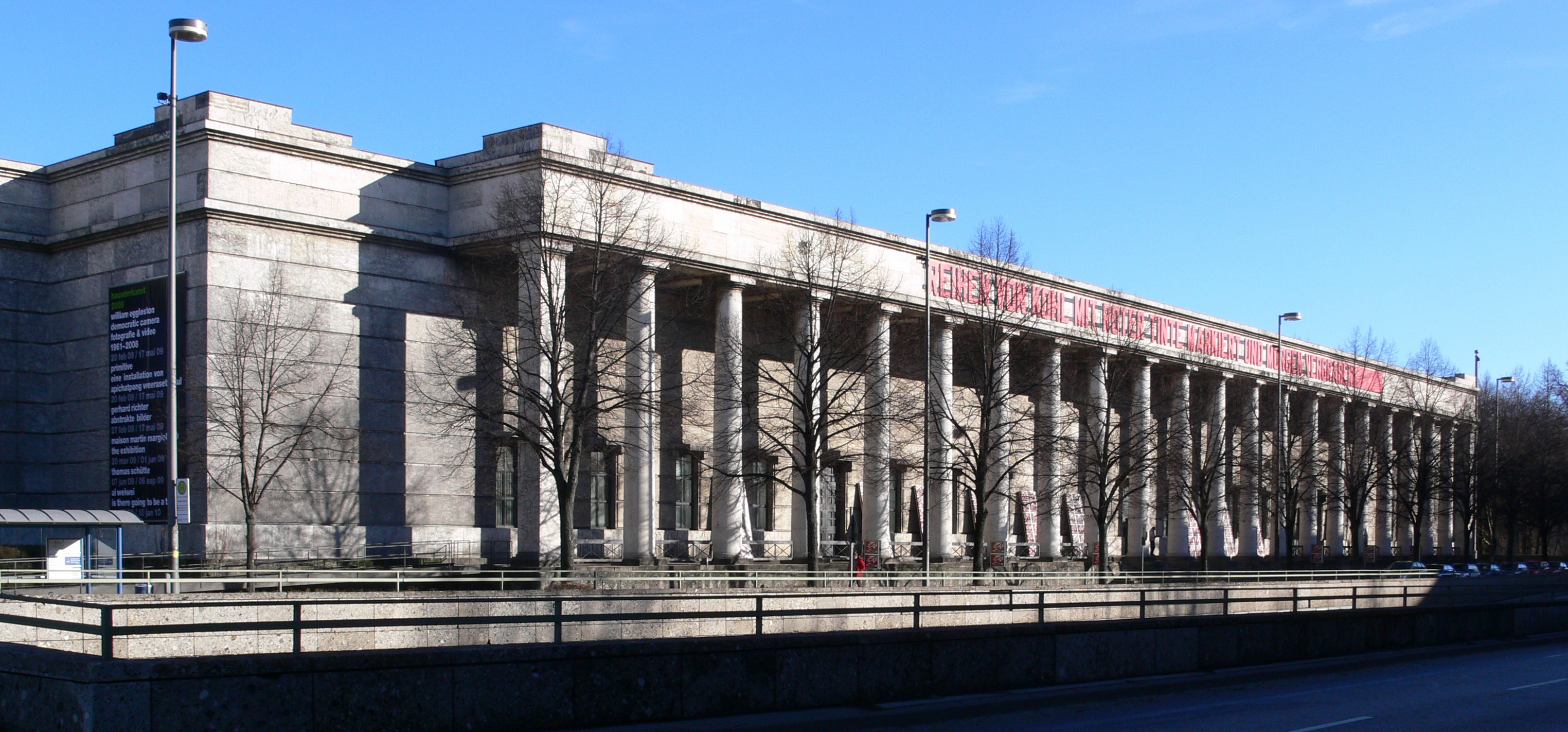
Haus der Kunst i München av Paul Ludwig Troost.

- Akademie für Jugendführung i Braunschweig
- KdF-Prora på Rügen, 1936–1939 av Clemens Klotz
- Gauforum Weimar, 1937–1945 av Hermann Giesler
- Reichsparteitagsgelände i Nürnberg, 1933–1938 av Albert Speer
- Haus der Kunst i München, 1937 av Paul Ludwig Troost
- Führerbau på Königsplatz i München (1933–1937 av Paul Ludwig Troost)
- Reichsluftfahrtministerium i Berlin av Ernst Sagebiel
- Reichsbank, idag del av Auswärtiges Amt i Berlin av Heinrich Wolff
- Heeres- und Luftwaffennachrichtenschule i Halle an der Saale av Ernst Sagebiel
- Neue Reichskanzlei i Berlin (1938–1939 av Albert Speer)
- Berlin-Tempelhofs flygplats i Berlin, 1934 av Ernst Sagebiel
- Italiens ambassad i Berlin, 1939–1941 av Friedrich Hetzelt
- Förvaltningsbyggnader på  Fehrbelliner Platz 1 till 4 i Berlin-Wilmersdorf
- Oberpostdirektion Karlsruhes byggnad
- Kongresshalle i Nürnberg
- Volkshalle

### Arenor
- Berlins Olympiastadion (1934–1936 av Werner March för Olympiska sommarspelen 1936) och Reichssportfeld, Berlin
- Deutsches Stadion i Nürnberg där alla framtida olympiska spel skulle hållas

### Bostäder
- Siedlung am Grazer Damm i Berlin

## Generalplaner
I generalplaner för München, Linz, Nürnberg och Hamburg återgavs också nazisternas maktanspråk inom stadsplaneringen och arkitekturen. Totalt fanns 27 städer som utsågs till så kallade Neugestaltungsstädten, städer som skulle byggas om och få en ny gestaltning. Detta gällde till exempel städer som var huvudstäder i de Gaue som nazisternas inrättat som förvaltningsdistrikt istället för federala delstater. 
I München, officiellt utsett till Rörelsens huvudstad, skulle ett stort minnesmärke resas till minne av Ölkällarkuppen 1923. Här skulle också en gigantisk järnväg byggas för den breda järnvägen som nazisterna planerade att bygga.  I Nürnberg firade nazisterna sina partidagar på Reichparteitagsgelände. I anslutning skulle en stadion byggas för nazisternas idrottsevenemang. På den planerade Deutsche Stadion skulle en variant på de olympiska spelen arrangeras. Nürnberg skulle även bli plats för stora militärparader.

## Arkitekter
- Paul Bonatz
- Clemens Klotz
- Wilhelm Kreis
- Werner March
- Ernst Sagebiel
- Paul Schultze-Naumburg
- Albert Speer